# フアン・ビジョーロ
フアン・ビジョーロ (Juan Villoro、1956年9月24日生-)は、メキシコの作家、コラムニスト、随筆家。現在メキシコで最も高く評価されている作家の一人であり、これまで国内外の多くの文学賞を受賞している。スペイン語圏の数多くの有力紙や雑誌に寄稿し、過去にはメキシコの日刊紙『ラ・ホルナダ紙 (La Jornada)』週刊で発行する文化面増刊『ラ・ホルナダ・セマナル (La Jornada Semanal)』の編集長も務めた。また、ドイツ語と英語の重要文学作品の翻訳家でもあるほか、児童文学作品や舞台脚本も執筆するなど幅広い分野で活躍している。

## 略歴
1956年、メキシコシティに生まれる。父親はスペインバルセロナ出身の哲学者ルイス・ビジョーロ、母親はユカタン州出身の精神分析学者のエステラ・ルイス＝ミランである。ドイツ系の学校で教育を受けた後、メトロポリタナ・ウニダー・イスタパラパ自治大学 (UAM-I) にて社会学の学士号を取得する。1976年からの一年間、メキシコ国立芸術院 (INBAL) の奨学生として文芸コースに参加し、グアテマラ人作家で短編の名手であるアウグスト・モンテローソに師事した。モンテローソは、のち1980年に出版社ホアキン・モルティス社(Editorial Joaquín Mortiz)から発行されたビジョーロの初短編集La noche navegableの原稿を同社に推薦した人物でもある。
1977年から1981年にかけて文化や教育番組に特化したラジオ局ラディオ・エドゥカシオンにて番組制作、脚本執筆を担当した後、1981年に在ドイツ民主共和国 (東ドイツ) メキシコ大使館の文化担当官に任命され、1984年の帰国まで外交官として同地に在住する。
作家としては、1991年スペインの大手出版社アルファグアラ社から出版された長編小説El disparo de argónが評価され、93年にはドイツ語翻訳が発表される。1995年から1998年にかけて、メキシコの全国紙の一つである『ラ・ホルナダ紙』が週刊する文化増刊『ラ・ホルナダ・セマナル』の編集長を務める。またその傍ら、国立芸術院(INBAL) やメキシコ国立自治大学 (UNAM) などで文芸創作の教室やコースを担当した。
1999年発表の短編集La casa pierdeでメキシコの権威ある文学賞ハビエル・ビジャウルティア賞を、そして2004年発行の長編El testigoでエラルデ賞を受賞する。以降、小説のみにとどまらず評論集、児童文学、ドイツおよび英米文学の翻訳など多様なジャンルの作品を発表し、多くの文学賞を受賞し続けている。2014年2月25日にはそれまでの功績が認められメキシコ国立学士院であるエル・コレヒオ・ナシオナルの新会員として認定された。
ビジョーロはまた、『エル・パイス (El País)』『レフォルマ (Reforma)』『プロセソ (Proceso)』『ラ・ホルナーダ (La Jornada)』『レトラス・リブレス (Letras Libres)』『ネクソス (Nexos)』等のスペイン語圏の多くの新聞や雑誌に精力的に寄稿している。2000年代に入ってからは、演劇の分野でも脚本家や劇作家として活動をはじめ、2008年に『部分的な死 (Muerte parcial)』、2011年には『人生の哲学 (Filosofía de vida)』が上演され、2016年には一人芝居『雨についての講演 (Conferencia sobre la lluvia)』が日本でも公演された。
メキシコ国立自治大学(UNAM)の文学部教授として教鞭を取ったこともあり、またこれまでイェール大学、ボストン大学、プリンストン大学、バルセロナのポンペウ・ファブラ大学に客員教授として招聘されている。

## 人物
幼少の頃から大のサッカーファンであり、FCバルセロナの熱心なサポーターであることを公言している。子どものときには、『プーマス(Pumas)』の呼称でも知られるメキシコシティのサッカーチーム『クラブ・ウニベルシダ・ナシオナル』の下部組織に所属していたが16歳でチームを去っている。サッカー関連の記事を多くの媒体に寄稿し、『神は丸い (Dios es redondo)』(2006年)、『イダ・イ・ブエルタ (Ida y vuelta)』(2012)、『こぼれ球(Balón dividido)』(2014年)の3冊のサッカー関連書籍を出版している。
また音楽愛好家、特にロックファンして知られている。自身の作品の多くで実在するバンドやロック界の伝説的な人物について言及しており、2012年発表の小説『岩礁 (Arrecife)』では主人公とその親友を元ロックミュージシャンとして描いている。本人があるイベントで語ったところによると、音楽好きの母親の影響で子どもの頃からロックを聴き始め、とりわけ60年代70年代の同ジャンルに親しんでいった。1977年から1981年に脚本制作を担当していたラディオ・エドゥカシオンのラジオ音楽番組”El lado oscuro de la luna (『月の暗い面』)”では、当時まだメキシコ国内でレコードが入手しづらかった海外ロックの楽曲を積極的に放送した。

## 作品

### 長編小説
- El disparo de argón (1991年) (新版2005年)
- Materia dispuesta (1997年) (新版2011年)
- El testigo (2004年)
  - 『証人』（山辺弦訳、水声社、2023年）

- Llamadas de Ámsterdam (2007年)
- Arrecife (2012年)

### 短編小説
- La noche navegable (1980年) (新版1997年)

- Albercas (1985年)
  - 同書所収の「ガラスの沈黙 (El silencio de los cristales)」は邦訳されている（｢ロックと若い文学 (海外同時代短篇-ラテンアメリカ特集)｣, すばる9巻6号, 安藤哲行訳, 1987年, pp.138-145, 164-168）

- La alcoba dormida (1992年)
- La casa pierde (1999年) (新版/改訂版2003年、2011年、2012年、2016年)
- Los culpables (2007年) (新版/改訂版2008年、2011年) 
  - 同書所収の「マヤの黄昏 (El crepúsculo maya)」は邦訳されている (｢2012:想像力x世界!｣、新潮109巻2号、寺尾隆吉訳、pp. 159-170)
- Forward: Kioto (2010年)
- El Apocalipsis: todo incluido (2014年)

### 児童文学
- Las golosinas secretas (1985年)
- El profesor Zíper y la fabulosa guitarra eléctrica (1992年)
- Autopista sanguijuela (1998年) (新版2004年)
- El té de tornillo del profesor Zíper (2000年)
- Cazadores de croquetas (2007年)
- El taxi de los peluches (2007年)
- El libro salvaje (2008年)
- La gota gorda (2010年)
- La cancha de los deseos (2010年)
- El fuego tiene vitaminas (2014年)

### エッセイ・評論など
- Tiempo transcurrido (1986年)
- Palmeras de la brisa rápida: un viaje a Yucatán (1989年) (新版/改訂版2000年、2009年)
- Los once de la tribu (1995年)
- Manuel Felguérez, el límite de una secuencia (1997年)
- Efectos personales (2001年) (新版/改訂版2000年、2001年、2016年)
- Safari accidental (2005年) (新版/改訂版2006年、2017年)
- La voz en el desierto (2005年)
- Dios es redondo (2006年)
- De eso se trata: ensayos literarios (2008年)
- La máquina desnuda (2009年)
- 8.8:el miedo en el espejo (2010年) (新版2014年)
- ¿Hay vida en la Tierra? (2012年) (新版2014年)
- Espejo retrovisor (2013年)
- Balón dividido (2014年)
- La vida que se escribe: el periodismo cultural de José Emilio Pacheco (2017年)
- El género Monsiváis (2017年)
- EL vertigo horizontal (2018年)

### 戯曲
- Muerte parcial (2008年)
- El filósofo declara (2010年)
- Filosofía de vida (2011年)
- Conferencia sobre la lluvia (2013年) 
  - 『雨についての講演』(2016年7月4日にセルバンテス文化センター東京にてリーディング上演された。翻訳: 寺尾隆吉)[4]

### 共著
- Funerales preventivos: fábulas y retratos (2006年) ロヘリオ・ナランホとの共著
- Berlín [dividido] (2012年) マティルデ・サンチェスとの共著
- Ida y vuelta, Una correspondencia sobre futbol (2012年) マルティン・カパロスとの共著
- El ojo en la nuca (2014年) イラン・スタバンスとの共著
- La utilidad del deseo (2015年) (新版2017年) カロラ・ディエスとの共著

### 主な受賞歴
- 1993年　国際児童図書評議会 (IBBY) オナーリストに”El profesor Zíper y la fabulosa guitarra eléctrica”が選定
- 1999年　ハビエル・ビジャウルティア賞 　(受賞作: La casa pierde)
- 2001年　マサトラン文学賞　(受賞作: Efectos personales)
- 2004年　エラルデ賞　(受賞作: El testigo)
- 2006年　マヌエル・バスケス・モンタルバン国際報道賞 スポーツ報道部門　(受賞作: Dios es redondo)
- 2010年　スペイン王立国際報道賞イベロアメリカ賞　(受賞記事: “La alfombra roja, el imperio del narcoterrorismo”)[9]
- 2012年　ホセ・ドノソ賞
- 2018年　ホルヘ・イバルグエンゴイティア文学賞